# Сеидов, Мираскер Мирабдулла оглы
Мираскер Мирабдулла оглы Сеидов (азерб. Mirəsgər Seyidov; 6 февраля 1970 — 14 июня 1992) — служащий батальона самообороны Республики Азербайджан, Национальный Герой Азербайджана (1992).

## Биография
Родился Мираскер Сеидов 6 февраля 1970 года в селе Караханбейли, Бабекского района, Азербайджанской ССР. В 1987 году завершил обучение в средней школе № 39 города Нахичеваня Азербайджанской ССР. В 1988 году был призван на срочную службу в ряды Советской Армии. Службу проходил до 1990 года. Демобилизовавшись, возвратился в родное село. В это же время армяно-азербайджанский конфликт перешёл в стадию военного противоборства. В Нахичеванской Автономной Республики, в близлежащих к Армении районах, стали формироваться батальоны самообороны для защиты границ, территорий и мирных жителей суверенного Азербайджана.
Мираскер Сеидов принял решение добровольно вступить в такой батальон самообороны, который сформировался для защиты села Верхний Бузгов Бабекского района. На протяжении нескольких месяцев активно принимал участие в боевых столкновениях. Проявлял отвагу в боях при обороне прифронтовых сел Нахичеванской Республики. Не раз выводил из окружения своих друзей-бойцов. 14 июня 1992 года, во время боя, Мираскерон был смертельно ранен и героически погиб на поле сражения.
Женат не был.

## Память
Указом Президента Азербайджанской Республики № 367 от 18 декабря 1992 года Мираскеру Мирабдулла оглы Сеидову было присвоено звание Национального Героя Азербайджана (посмертно).
Похоронен в Аллее Шехидов города Нахичевань.
Средняя школа № 39, в которой учился Национальный Герой Азербайджана, носит имя Мираскера Сеидова. В настоящее время известна как школа № 15 имени Мираскера Сеидова.